# Чишма-Каран
Чишма́-Кара́н (рос. Чишма-Каран, башк. Шишмә-Ҡаран) — присілок у складі Чекмагушівського району Башкортостану, Росія. Входить до складу Новобалтачевської сільської ради.
Населення — 28 осіб (2010; 40 у 2002).
Національний склад:
- татари — 60 %
- башкири — 40 %